# Greisbergers Betten-Arena
Die Greisbergers Betten-Arena ist ein Fußballstadion in der österreichischen Marktgemeinde Grödig im Salzburger Flachgau. Es ist die Heimspielstätte des Fußballclubs SV Grödig. Die Arena fasst momentan 4132 Zuschauer.

## Geschichte
Die Anlage wurde im Jahr 1989 unter dem Namen Sportanlage Grödig fertiggestellt. Mit dem angestrebten Aufstieg des SV Grödig in die Erste Liga, der mit dem Meistertitel in der Regionalliga West in der Saison 2007/08 auch gelang, wurde eine Adaptierung der bisherigen Anlage erforderlich, um die notwendigen Auflagen der Bundesliga zu erfüllen, die für Vereine der zweithöchsten Spielklasse etwa 1000 Sitzplätze vorschreibt.
Nachdem vorerst eine Stahlrohrtribüne als Behelf aufgestellt war, begannen 2007 die Arbeiten an einem Tribünenneubau. Diese wurde zwischen Hauptspielfeld und den Trainingsplätzen errichtet und mit einem Verbindungsgang an das alte Vereinsgebäude angebunden. Optisch wurde der Neubau in den Farben des SV Grödig (blau/weiß) gehalten, ebenso ziert der Schriftzug SV Grödig die Sitzreihen.
Nach den Umbauarbeiten im Jahr 2008 finden auf der überdachten Haupttribüne 310 Zuschauer auf einzeln nummerierten Sitzplätzen Platz. Weiters verfügt die Anlage über 1890 Stehplätze. In der Winterpause 2010/11 wurde auf der Ostseite der Arena eine weitere Tribüne für 755 Zuschauer errichtet, die Teile dieser Tribüne stammen aus der nach der Fußball-Europameisterschaft 2008 wieder entfernten Pressetribüne des EM-Stadion Salzburg. Somit bot das Das.Goldberg-Stadion seit Januar 2011 Platz für 2955 Besucher. In den Katakomben befinden sich die Geschäftsstelle, ein Fanshop und die Spielerkabinen. Rund ums Stadion befanden sich zu diesem Zeitpunkt etwa 500 Parkplätze.
Nach dem Aufstieg in die Bundesliga wurde die Arena im Sommer 2013 erweitert und bietet nun Platz für 4128 Zuschauer. Außerdem wurde zur Entlastung der Anrainer eine neue Zufahrt über einen provisorischen Kreisverkehr an der Alpenstraße errichtet. Die bisherige Zufahrt über die Prötschhofstraße wird daher an Spieltagen – mit Ausnahme für Anrainer – gesperrt.
Neben dem Hauptspielfeld verfügt das Stadion über einen wettspieltauglichen Trainingsplatz und über ein Kunstrasenfeld. Am Stadion stehen 1.100 PKW-Parkplätze und 13 Busstellplätze zur Verfügung.
Am 3. Juli 2014 wurde bekannt, dass das Stadion ab der Saison 2014/15 den Namen „Das.Goldberg-Stadion“ (Eigenschreibweise DAS.GOLDBERG Stadion) tragen wird. Der Namensgeber war ein Hotel in Bad Hofgastein. Der Vertrag mit dem Hotel wurde zunächst über drei Jahre unterzeichnet. Das Hotel übernahm zusätzlich das Catering im V.I.P.-Bereich des Stadions.
Nur gut ein halbes Jahr später, am 18. Februar 2015, entzog der Lizenzausschuss der Bundesliga wegen Unbespielbarkeit des Platzes auf absehbare Zeit die Zulassung für Spiele in der höchsten Spielklasse. Da der Verein SV Grödig kurzfristig keine Ersatzspielstätte vorweisen konnte, wurden die Partien gegen den SK Sturm Graz sowie den RZ Pellets WAC auf den 11. und 18. März 2015 verlegt. Wie der SV Grödig am 20. Februar 2015 mitteilte, würde ab dem 23. Februar ein neues Spielfeld aus Naturrasen mit dazugehöriger Rasenheizung, die ab der Spielzeit 2016/17 in der österreichischen Bundesliga Pflicht wurde, verlegt. Die Finanzierung der rund 500.000 Euro teuren Rasenheizung wurde unter anderem durch 100.000 Euro von der Bundesliga gedeckt. Der SV Grödig hoffte, dass schon ab der Folgesaison der FC Liefering aus der zweitklassigen Ersten Liga in das Stadion einziehen würde und der Verein Mieteinnahmen verbuchen könne.
Das Bundesliga-Heimspiel am 4. März 2015 gegen den SC Wiener Neustadt wurde in der Red Bull Arena von Ligarivale FC Red Bull Salzburg ausgetragen. In der über 30.000 Zuseher fassenden Arena verloren sich zum Bundesligamatch 823 Zuschauer.
Nach einem Antrag des SV Grödig begutachtete am 9. März 2015 der Senat 3 der Österreichischen Fußball-Bundesliga die neuverlegte Rasenfläche im Stadion. Der Verein konnte sofort wieder in seine Heimstätte zurückkehren und das nächste Spiel am 11. März 2015 gegen Sturm Graz vor seinem Heimpublikum austragen.
In der Saison 2018/19 und 2019/20 spielte der FC Liefering als Mieter im Stadion, ebenso fanden die UEFA Youth League Heimspiele des FC Red Bull Salzburg (FC Liverpool, SSC Neapel, KRC Genk und Derby County) in der Untersbergarena statt.
Momentan trägt das Greisbergers Betten-Arena den Namen des Bettwarenhändlers Betten Greisberger in Grödig.